# Saliou Ndiaye
Pour les articles homonymes, voir Ndiaye.
Saliou Ndiaye est un judoka sénégalais né le 4 avril 1996. Il est le frère de Mbagnick Ndiaye.

## Palmarès
Saliou Ndiaye remporte sa première médaille internationale en avril 2017, en obtenant la médaille de bronze des -81 kg aux championnats d'Afrique. Il obtient le même résultat quelques mois plus tard aux Jeux de la Francophonie. Il remporte la médaille de bronze dans la catégorie des moins de 81 kg aux championnats d'Afrique de judo 2021 à Dakar.
| Année | Compétition             | Lieu         | Résultat | Catégorie      |
| ----- | ----------------------- | ------------ | -------- | -------------- |
| 2017  | Championnats d'Afrique  | Antananarivo | 3e       | Moins de 81 kg |
| 2017  | Jeux de la Francophonie | Abidjan      | 3e       | Moins de 81 kg |
| 2021  | Championnats d'Afrique  | Dakar        | 3e       | Moins de 81 kg |
| 2024  | Championnats d'Afrique  | Le Caire     | 3e       | Moins de 81 kg |